# Cannstatter Volksfest

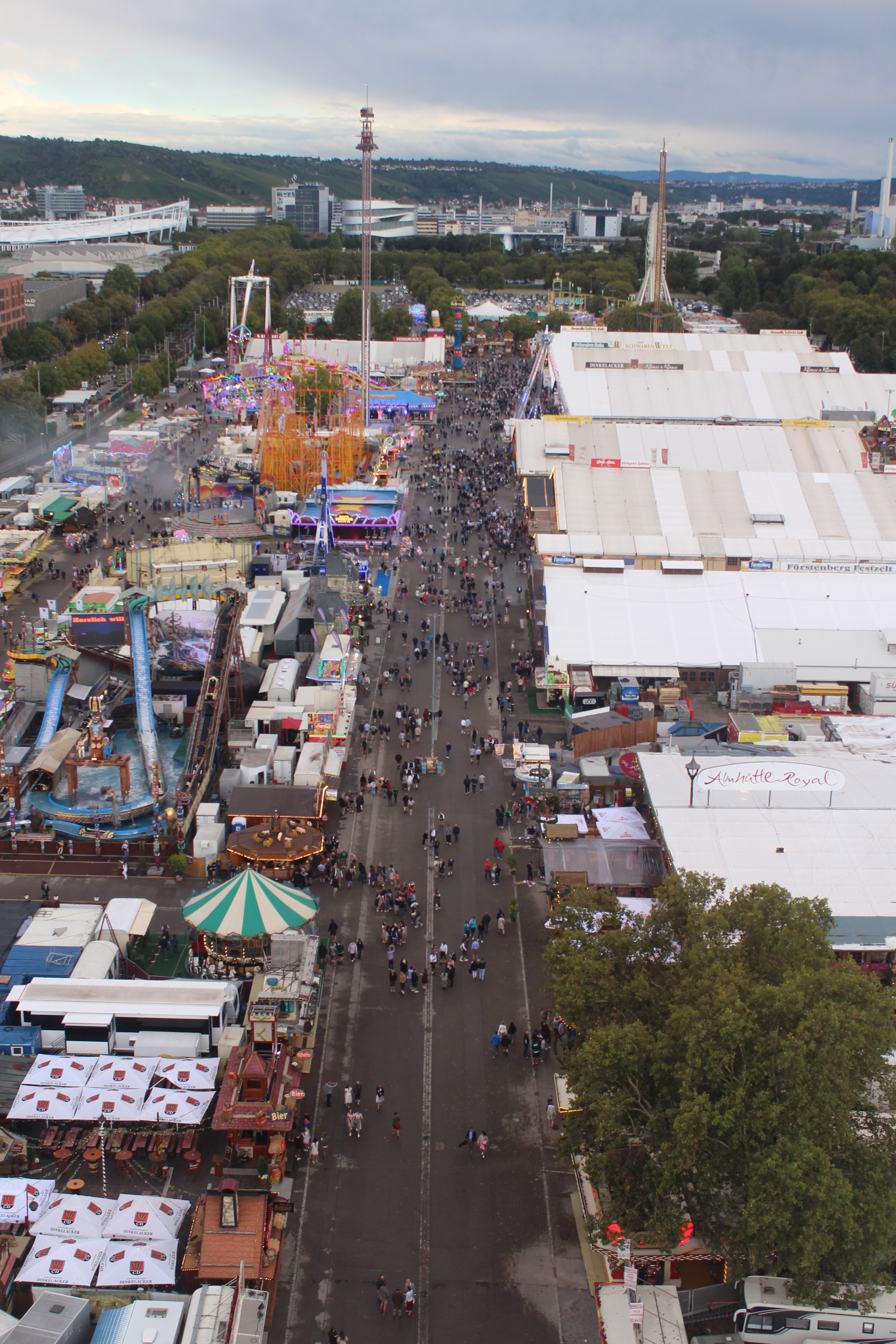
Cannstatter Volksfest 2024, fotografiert vom "Sky Lounge" Riesenrad

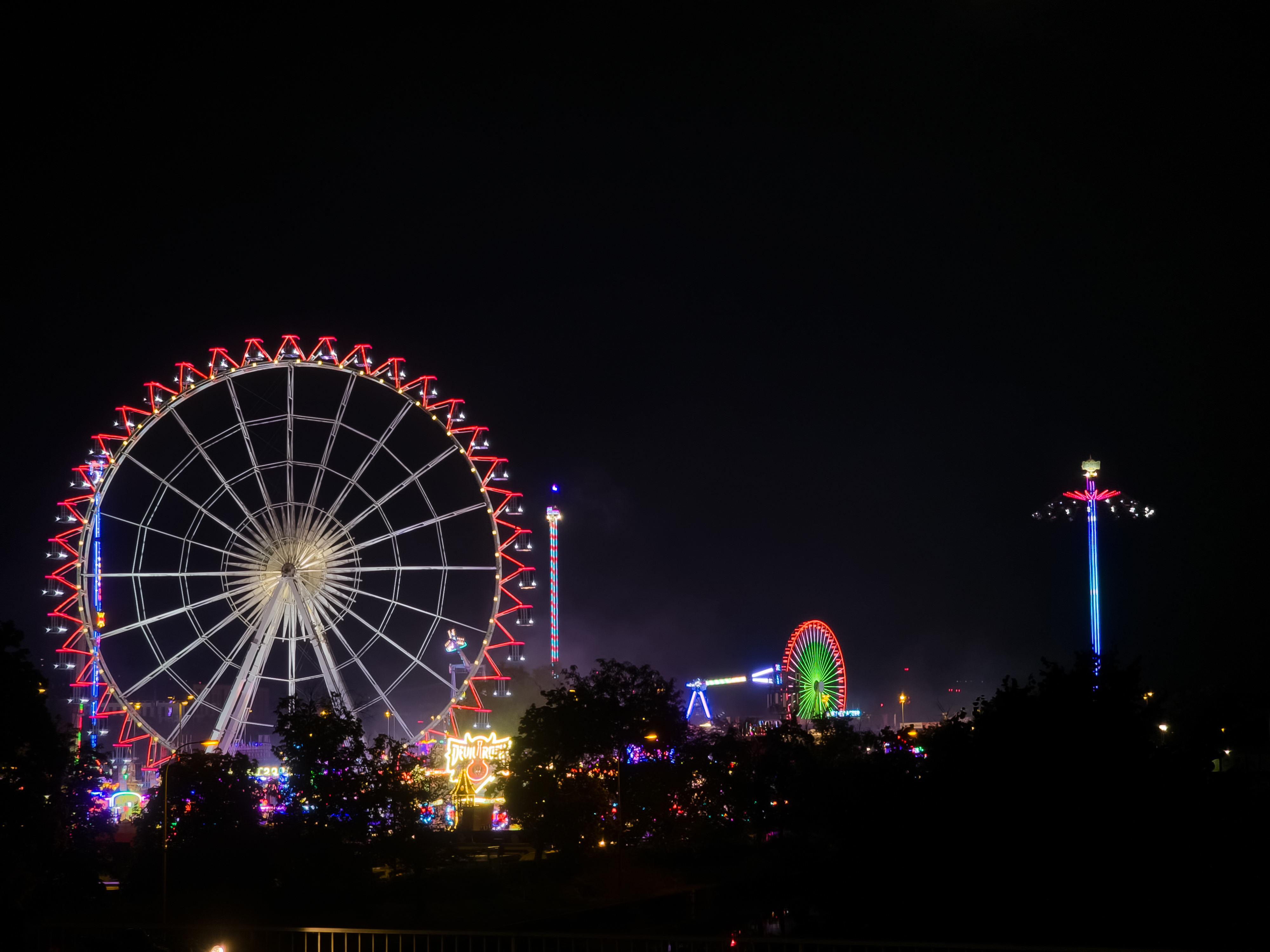
Cannstatter Volksfest des Jahres 2023 bei Nacht, von der König-Karls-Brücke aus gesehen

Das Cannstatter Volksfest (auch Cannstatter Wasen oder kurz Wasen genannt) ist ein 17-tägiges Volksfest, das mit wenigen Ausnahmen seit 1818 jährlich von Ende September bis Anfang Oktober auf dem Cannstatter Wasen im Stuttgarter Stadtbezirk Bad Cannstatt veranstaltet wird. Im Frühling findet auf dem Cannstatter Wasen das Stuttgarter Frühlingsfest als Pendant statt.

## Daten und Fakten
Das Festgelände auf dem Cannstatter Wasen umfasst rund 25 Hektar. Das schwäbische Volksfest beginnt normalerweise eine Woche später als das Münchner Oktoberfest. Das Cannstatter Volksfest beansprucht für sich aufgrund der Vielzahl der Schaustellerbetriebe den Titel „größtes Schaustellerfest Europas“.
| Jahr | Besucherzahl |
| ---- | ------------ |
| 2005 | 3,5 Mio.     |
| 2006 | 4,2 Mio.     |
| 2007 | 4,5 Mio.     |
| 2013 | 3,7 Mio.     |
| 2014 | 4,0 Mio.     |
| 2015 | 4,0 Mio.     |
| 2016 | 4,0 Mio.     |
| 2017 | 4,1 Mio.     |
| 2018 | 4,0 Mio      |
| 2019 | 3,5 Mio.     |
| 2022 | 3,0 Mio.     |
| 2023 | 4,3 Mio.     |

## Geschichte
Erstmals gefeiert wurde das Cannstatter Volksfest 1818. Gedacht als „jährlich am 28. September zu Kannstadt abzuhaltendes landwirtschaftliches Fest“. Der indirekte Auslöser des ersten Volksfestes lag im heutigen Indonesien, wo 1815 der Vulkan Tambora ausbrach. Gase und Staub sorgten weltweit für Klimaveränderungen (Jahr ohne Sommer) und damit auch im Königreich Württemberg für Missernten. Als Reaktion gründete König Wilhelm I. 1817 gemeinsam mit seiner Frau Katharina die „Centralstelle des landwirtschaftlichen Vereins“. Aus Dankbarkeit, dass man wieder etwas zum Essen hatte, wollte er seinem Volk ein Fest stiften. Zudem wurde eine landwirtschaftliche Unterrichtsanstalt gegründet, aus der die Universität Hohenheim hervorging.
Am 28. September 1818, einen Tag nach König Wilhelms 37. Geburtstag fand das Cannstatter Volksfest erstmals statt. Es wurde von weit mehr als 30.000 Gästen und Mitwirkenden berichtet. Der Veranstaltungsort Cannstatter Wasen war zu diesem Zeitpunkt eine feuchte Neckaraue ohne umgebende Bebauung und der Neckar noch nicht begradigt. Das eintägige herbstliche Volksfest kann als Erntedankfest umschrieben werden und fand von 1818 bis 1882 jährlich statt. Mit der Zeit wurde das Cannstatter Volksfest größer und gewann an Bedeutung.
Ein Höhepunkt in der frühen Geschichte des Volksfestes waren die Feiern zum 25. Regierungsjubiläum König Wilhelms I. am 28. September 1841 (Festzug der Württemberger) mit rund 10.000 Teilnehmern und 200.000 Zuschauern. Am 28. September 1857 fand das französisch-russische Zwei-Kaiser-Treffen mit dem Besuch auf dem Wasen statt. Am 28. September 1876 kamen Kaiser Wilhelm I. und sein Schwiegersohn Großherzog Friedrich I. zum Volksfest, ebenso im Jahre 1881.
Von 1882 an wurde auf Weisung von König Karl, Sohn und Nachfolger von Wilhelm I., das Cannstatter Volksfest nicht mehr alljährlich, sondern nur noch alle zwei Jahre veranstaltet. Bis zu seinem Tod 1891 blieb diese Regelung erhalten. Die Länge des Volksfest wurde dann zuerst auf drei, dann auf vier Tage ausgeweitet. 1911 fand ein Volksfestautokorso statt.
Während des Ersten Weltkriegs 1914–1918 entfiel das Volksfest. Ab den 1920er Jahren ging das Volksfest fünf Tage lang. Der erste Volksfestumzug im heutigen Sinne fand erstmals 1927 mit offiziellem Start am Cannstatter Kursaal statt. Auch während des Zweiten Weltkriegs 1939–1945 entfiel das Volksfest. Zu Beginn der 1950er Jahre wurde der Wasen dann auf zunächst 10, dann 12 und 1972 auf 16 Festtage ausgedehnt.
1994 wurde der Cannstatter Volksfestverein e. V. gegründet, dessen Zweck die Erhaltung und Förderung des Volksfestbrauchtums ist.
Das Cannstatter Volksfest wurde bis 2006 am Samstag um den 27. September, dem Geburtstag von König Wilhelm I., zu dessen Ehren eröffnet; der früheste Termin war der 22. September. Seit 2007 öffnet das Volksfest bereits am Freitag um 15 Uhr und dauert seither 17 Festtage. Am Freitagabend wird der Fassanstich durch den Stuttgarter Oberbürgermeister live im regionalen Fernsehen übertragen.
Die Volksfeste 2020 und 2021 fanden aufgrund der COVID-19-Pandemie nicht statt.

## Festzelte

### Überblick
Auf dem Cannstatter Volksfest finden sich acht Festzelte sowie eine Vielzahl kleinerer gastronomischer Betriebe mit Biergärten. Mittelpunkt sind die drei Brauereizelte (das Festzelt Klauss & Klauss der Brauerei Dinkelacker, das Festzelt Wilhelmer's SchwabenWelt der Brauerei Schwabenbräu und das Festzelt Grandls der Brauerei Stuttgarter Hofbräu), die seit 1982 ihren traditionellen Platz nebeneinander vor der Fruchtsäule haben. Die Anordnung der drei Zelte wechselte dabei bis 2008 jährlich, das Zelt der federführenden Brauerei (deren Fass beim Anstich durch den Oberbürgermeister zum Zuge kommt) stand dabei immer ganz rechts. Seit 2009 blieb die Anordnung gleich.
Vor 1982 gab es vier etwas kleinere Brauereizelte, die auf beiden Seiten der Fruchtsäule aufgebaut waren. Das vierte Zelt war das Festzelt der Brauerei Wulle, die 1971 von Dinkelacker übernommen wurde und wenig später als Marke nicht mehr existierte. Baurechtlich genehmigt waren in Stuttgart 26.000 überdachte Plätze, 2009 erhöhte sich diese Zahl durch diverse Um- und Ausbauten auf über 30.000. Als weiteren Großbetrieb gab es bis 2022 das Almhüttendorf, das jedoch kein Festzelt war, sondern aus einer Ansammlung von Hütten im alpenländischen Stil eine andere Form des Festbetriebs anbot (Sitzplatzkapazität ca. 1500). 2023 wurde dies in „Albdorf“ umbenannt und der Fokus auf das Angebot regionaler Produkte geändert.

### Aktuelle Zelte

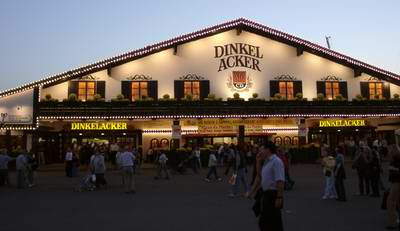
Dinkelacker-Festzelt

- Das Dinkelacker-Festzelt ist eines der drei großen Brauereizelte. Die Festwirtfamilie Klauss bietet Platz für 5500 Gäste.
- Beim Benz – Das Hofbräu-Zelt von Festwirt Marcel Benz öffnete unter diesem Namen erstmals zum Frühlingsfest 2025. Es trat an die Stelle von Grandels Hofbräu-Zelt und hat 5800 Plätze.[7][8]
- Wilhelmer's SchwabenWelt verfügt innen und außen über Emporen und wird seit 2009 von Michael Wilhelmer betrieben. Die Kapazität liegt bei 5600 Plätzen. Bis 2008 betrieb Alexander Laub das Brauereizelt von Schwabenbräu. Zum Volksfest 2006 wurde es komplett neu gestaltet und gebaut. Neben 4700 Sitzplätzen im Innenbereich bot das Festzelt Laub im Stehbereich weitere ca. 500 Stehplätze.
- Das Fürstenberg-Zelt ist seit 2005 ein Bierzelt mit 4200 Plätzen und wird vom Festwirt Peter Brandl betrieben. Das Zelt bietet eine Empore für rund 370 Besucher. Bereits 2000 bis 2004 gab es mit dem 5000 Besucher fassenden Fürstenberg-Zelt von Festwirt Walter Weitmann ein viertes Großzelt auf dem Wasen.
- Das Göckelesmaier-Zelt bietet 4100 Plätze und schenkt die Biermarke Wulle aus. Der Ursprung liegt im Festzelt des Festwirts Maier ab 1938. Seit 1949 war der damalige Maiers Karle aufgrund seiner Spezialität Brathähnchen als Göckelesmaier bekannt. 2009 erhielt das Zelt seinen derzeitigen Standplatz und erhöhte die Kapazität um 1000 Plätze.
- Das Festzelt der Wasenwirtin Sonja Merz wurde erstmals 2005 als Erlebniszelt Arcadia betrieben. Mit 1800 Sitzplätzen bot es Shows und Bars mit einem Wasserfall im Zelt. 2008 wurde die Einrichtung mit anderer Dekoration überarbeitet und der Wasserfall entfernt. 2009 wurde ein komplett neues Zelt mit einer Kapazität von 4600 Plätzen errichtet, das zwischen Göckelsmaier und Fürstenberg einen neuen Standplatz erhielt. Seit 2016 ist die sogenannte SchatziBar in Betrieb, eine drehende Bar im Obergeschoss des Zeltes. Im Ausschank war bis 2016 Dinkelacker. Seit 2017 wird Stuttgarter Hofbräu ausgeschenkt.
- Der Wasenwirt gilt als Partyzelt und schenkt Stuttgarter Hofbräu aus. Das Zelt hat eine Kapazität von 3500 Plätzen und hat seinen Standplatz direkt an der Fruchtsäule.
- Die Königsalm wird seit 2022 von der Familie Renoldi betrieben. Es ist einer Holzhütte im alpenländischen Stil nachempfunden und mit dekorativen Holzschnitzereien versehen. Die Königsalm fasst 2000 Besucher.

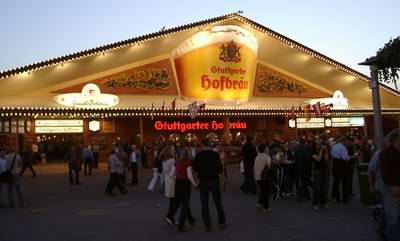
Stuttgarter-Hofbräu-Festzelt
Göckelesmaier-Festzelt
Schwabenbräu-Festzelt
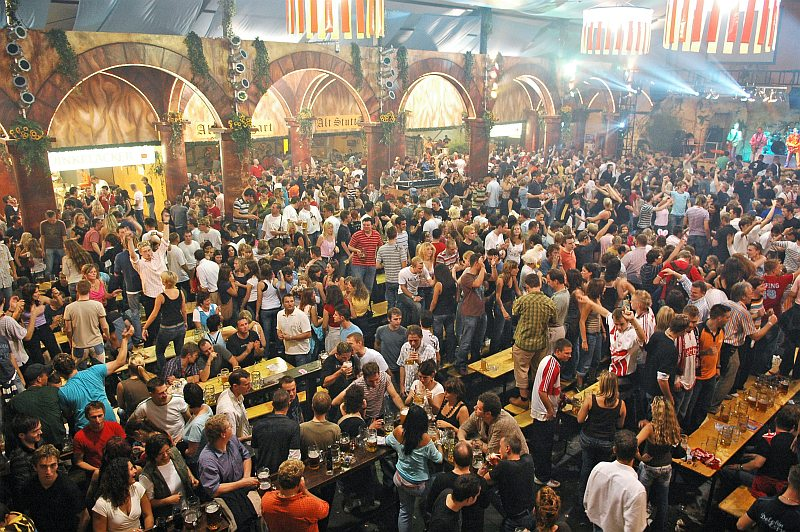
Party im Arcadia-Festzelt

### Ehemalige Zelte
Ein unvollständiger Überblick über nicht mehr existierende Festzelte.
- Brauereizelt Wulle: Viertes großes Brauereizelt. Die Wulle AG wurde 1971 von Dinkelacker übernommen. Das Zelt wurde bis 1981 von der Festwirtfamilie Göckelesmaier weiter betrieben, ehe die Neuordnung mit drei Brauereizelten in Kraft trat. Seit der Saison 2020 wird im Göckelesmaier-Festzelt wieder Bier der Marke Wulle ausgeschenkt.
- Plochinger: Kleineres Brauereizelt der Plochinger Waldhornbräu. Das Zelt wurde nach Übernahme der Brauerei durch Stuttgarter Hofbräu nicht mehr aufgebaut.
- Erlebniszelt Alpirsbacher: Nachfolger am Standort des ehemaligen Plochinger. Als Erlebniszelt mit abgedunkelter Atmosphäre und integriertem Wasserfall bot das Zelt damals ein völlig neues Konzept.
- Arcadia: Nachfolger des Alpirsbacher Erlebniszelts. Letztmals 2008 auf dem Wasen. Wurde durch das Cannstatter Wasenzelt (mit traditionellem Konzept) ersetzt.
- Schwieberdinger: Kleineres Brauereizelt der Schwieberdinger Lammbräu. Das Zelt wurde nach Stilllegung der Brauerei (Übernahme durch Stuttgarter Hofbräu) nicht mehr aufgebaut.
- Festzelt Wienerwald: zuletzt in den 1970er Jahren.
- Apfelbaum: Erlebnisgastronomie für junge Besucher. Zuletzt im Jahr 2004 aufgebaut.
- Festzelt Betz: Kleineres, privat geführtes Zelt mit Dinkelacker-Bier im Ausschank.
- Festzelt Atz: Festwirte Hans und Gerd Atz, Schwaben-Bräu
- Stamerhof (Festwirte Familie Stamer): Auf dem Wasen gab es viele Jahre das Weinzelt von Henny und Ernst Stamer mit einer Kapazität von 300 Plätzen. Das Zelt wurde 2011 zum letzten Mal aufgestellt und durch das Württemberg Haus ersetzt.
- Württemberg Haus (Festwirt Marco Grenz): Direkt an der Fruchtsäule gelegen wurde 2012 erstmals das einem Bauernhaus nachempfundene Württemberg Haus aufgestellt. Es bot auf zwei Etagen rund 1000 Plätze und gehobenere Gastronomie. Seit 2013 hat das Württemberg Haus keine Genehmigung mehr.
- Traditioneller kulinarischer Anbieter aus Bad Cannstatt war bis 2019 das Weinzelt des Cannstatter Weingärtners Andreas Zaiß. Das Zelt besaß eine Kapazität von 550 Plätzen.[9]
- Grandels Hofbräu-Zelt wurde zwischen 1999 und 2024 von Festwirt Hans-Peter Grandl betrieben und verfügte über 5800 Plätze. Im Grandl-Zelt spielte unter anderem das „Königlich-Württembergische Hofbräu-Regiment“. Die Musiker treten in historischen Uniformen mit Pickelhaube auf. Seit 2009 war ein großer Biergarten mit Cabrio-Dach angeschlossen: Bei schönem Wetter ließ sich das Dach des Biergartens öffnen.[7]

## Attraktionen

### Überblick
Zu den großen Attraktionen gehören neben den Festzelten die Schaustellerbuden und Fahrgeschäfte. Aus 1054 Bewerbungen hat Volksfest-Chef Karl Kübler 2004 333 Attraktionen (Vorjahr: 302) ausgewählt. Zu den größten Attraktionen des Cannstatter Volksfestes gehörte bis einschließlich 2009 das seinerzeit größte transportable Riesenrad der Welt mit 60 Metern Durchmesser der Firma Steiger aus Bad Oeynhausen. Seit 2010 ist das Riesenrad – nachdem die Stadt Stuttgart erstmals die Lizenz an einen Wettbewerber vergab – nicht mehr auf dem Wasen vertreten.
Allerdings fehlte seit 1998 eine Looping-Achterbahn. Diese war von 1984 bis 1997 die größte Fahrattraktion des Festes. Zum ersten Mal stand 2004 der „Imperator“ auf dem Wasen. Das größte Flugkarussell der Welt bietet 64 Passagieren Loopingfahrten bis in 35 Meter Höhe. Der 66 Meter hohe „Power Tower 2“ feierte Premiere. Seit 2009 kommt die Doppel-Looping-Achterbahn „Teststrecke“ (auch auf dem Frühlingsfest) zum Einsatz. Seit 2010 wird an Stelle des Steiger-60-Meter-Riesenrads das etwas kleinere Expo-Riesenrad (Mega Wheel Millennium Star) auf dem Cannstatter Volksfest aufgebaut.

### Fruchtsäule

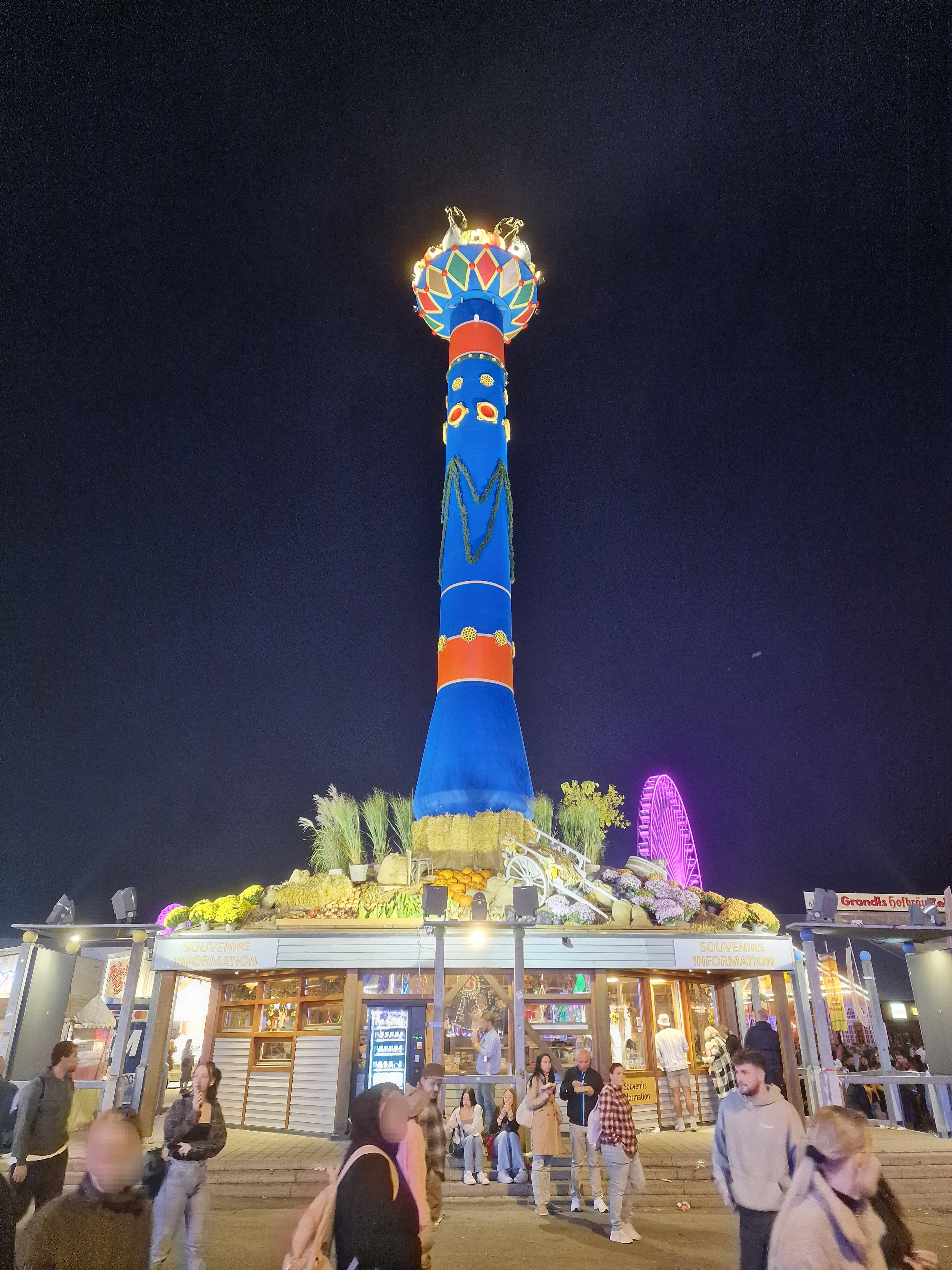
Die Fruchtsäule des Cannstatter Volksfestes im Jahr 2023, mit Souvenir-Shop unter der Säule

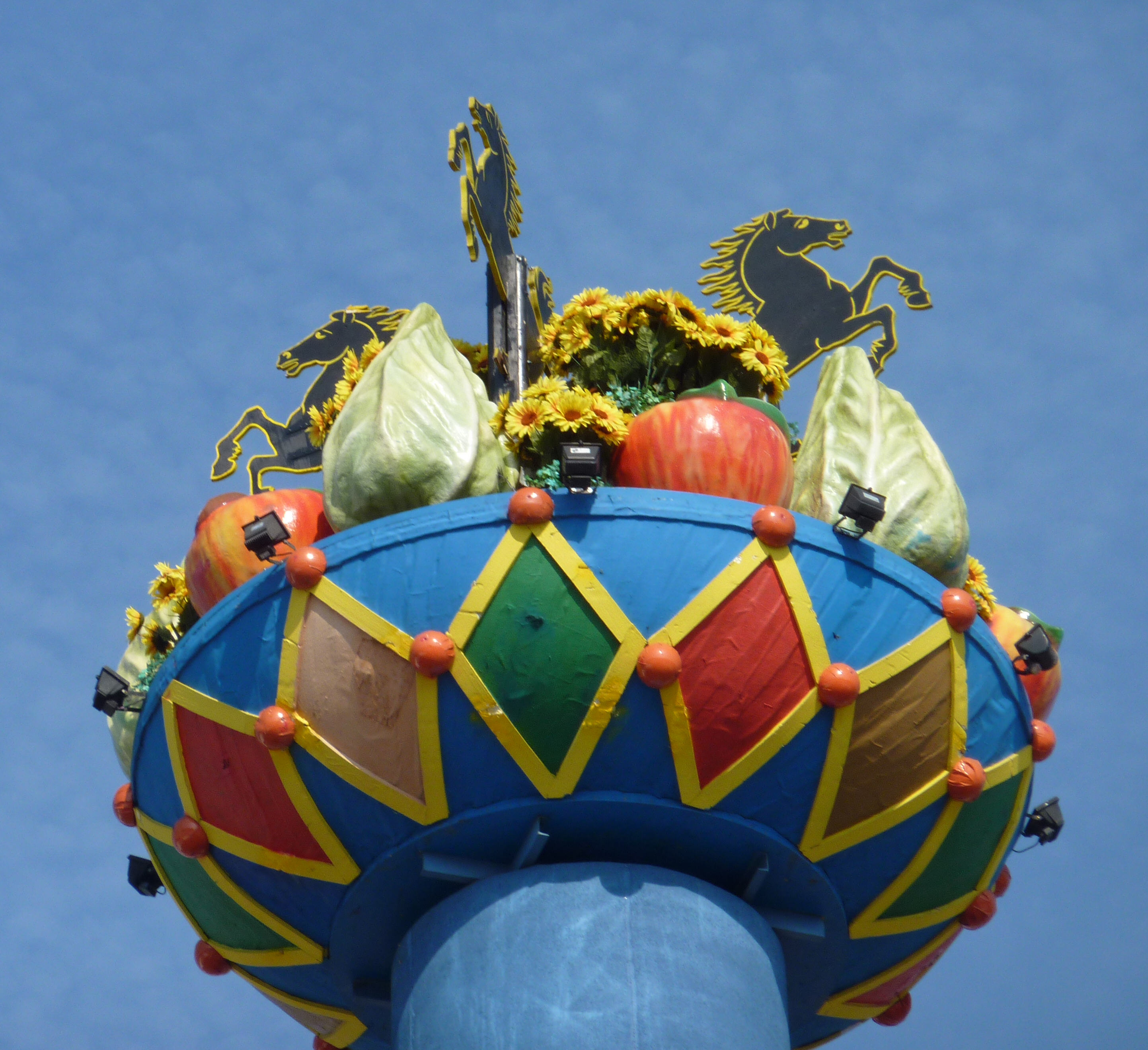
Spitze der Fruchtsäule

Die Fruchtsäule ist eine mit Früchten dekorierte 26 Meter hohe und 3,5 Tonnen schwere Holzsäule, die das Wahrzeichen des Cannstatter Wasens ist. Sie wird allerdings heute von zahlreichen Fahrgeschäften überragt.
Schon beim ersten Volksfest 1818 gab es als Wahrzeichen eine Fruchtsäule, die vom damaligen württembergischen Hofbaumeister Nikolaus Friedrich von Thouret entworfen und erbaut worden war. Nach dem Ersten Weltkrieg, mit dem Beginn der ersten deutschen Republik, wurde die Fruchtsäule als „monarchistisches“ Überbleibsel vom Cannstatter Wasen verbannt. Seit dem 100. Jahrestag 1935 steht sie wieder auf ihrem angestammten Platz.
Das Design der Fruchtsäule wurde im Laufe der Jahre immer wieder geändert. Bis vor kurzem wurde sie alljährlich nach Abschluss des Volksfests demontiert und es wurde mitunter eine neue Fruchtsäule mit anderem Design errichtet. Ab 1995 wurde sie versuchsweise einige Zeit lang ganzjährig stehen gelassen und war somit auf dem Stuttgarter Frühlingsfest erstmals zu sehen. Seit ein paar Jahren wird nur noch die Spitze demontiert und der Unterbau stehen gelassen, in dem sich einige Informationsstände befinden und der während des Frühlingsfestes die Cannstatter Stadtkanne trägt.

### Landwirtschaftliches Hauptfest
Alle vier Jahre ist dem Volksfest das Landwirtschaftliche Hauptfest (LWH) angeschlossen – der ursprüngliche Auslöser des herbstlichen Trubels auf dem Wasen. Das Landwirtschaftliche Hauptfest dauert neun Tage (erste Volksfest-Woche) und kostet im Unterschied zum Volksfest Eintritt.

### Fahrgeschäfte und Buden
Zelte, Imbissstände sowie Fahrgeschäfte sind sonntags bis freitags von 11 Uhr bis 23 Uhr geöffnet. Samstags und vor Feiertagen dauert der Betrieb bis 24 Uhr, allerdings endet in den Festzelten um 23:30 Uhr die Musik. Viele Kinderkarussells und andere Fahrbetriebe für Kinder stellen häufig schon um 22 Uhr den Betrieb ein. 2007 standen auf dem Volksfest 73 sonstige Geschäfte: Schieß-, Los- und Wurfbuden und Schaugeschäfte, 95 Verkaufsgeschäfte für Essen, ein Krämermarkt mit 60 Marktständen und eine Boxshow. Zum Vergleich: Auf dem Münchner Oktoberfest gab es 2004 41 Fahrgeschäfte, 16 Kinderfahrgeschäfte, 17 Schau- und Belustigungsgeschäfte und 65 gastronomische Kleinbetriebe. Im Jahr 2009 gab es nach mehreren Jahren erstmals wieder eine Achterbahn mit Looping.

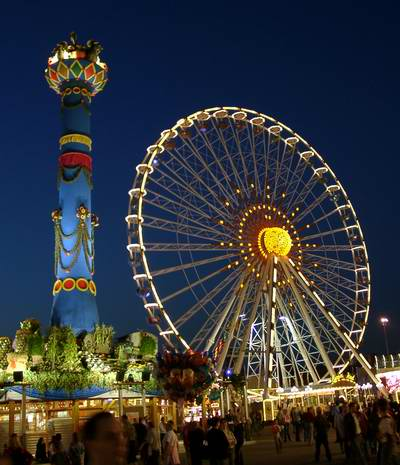
Fruchtsäule auf dem Cannstatter Wasen
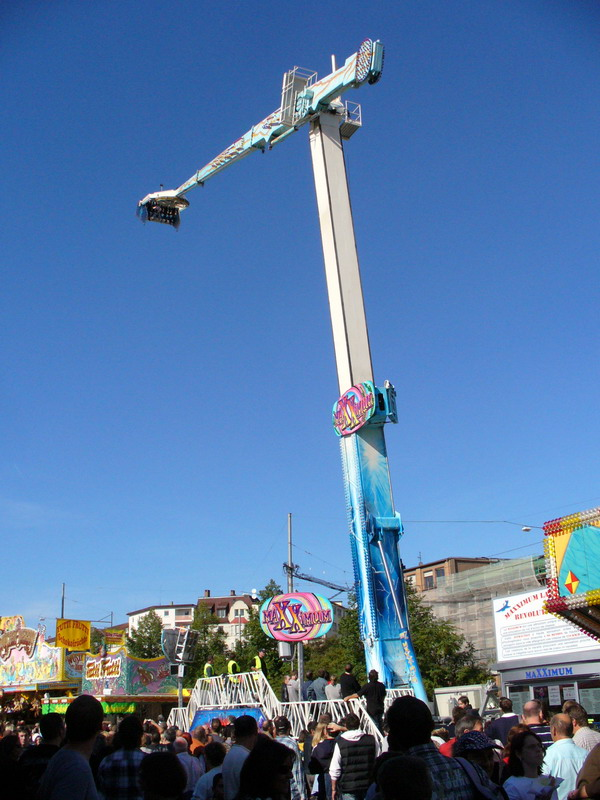
Maxximum
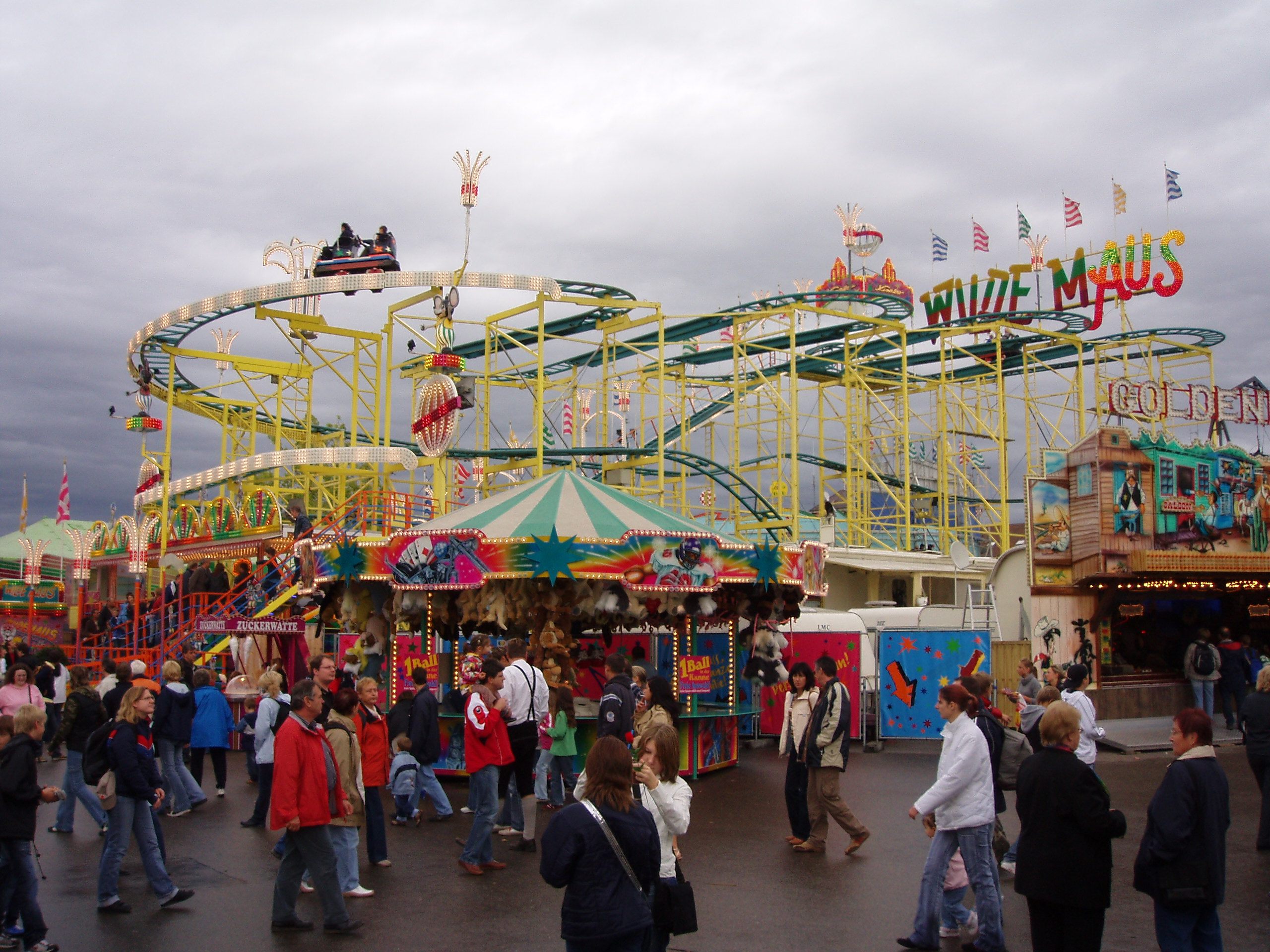
Wilde Maus
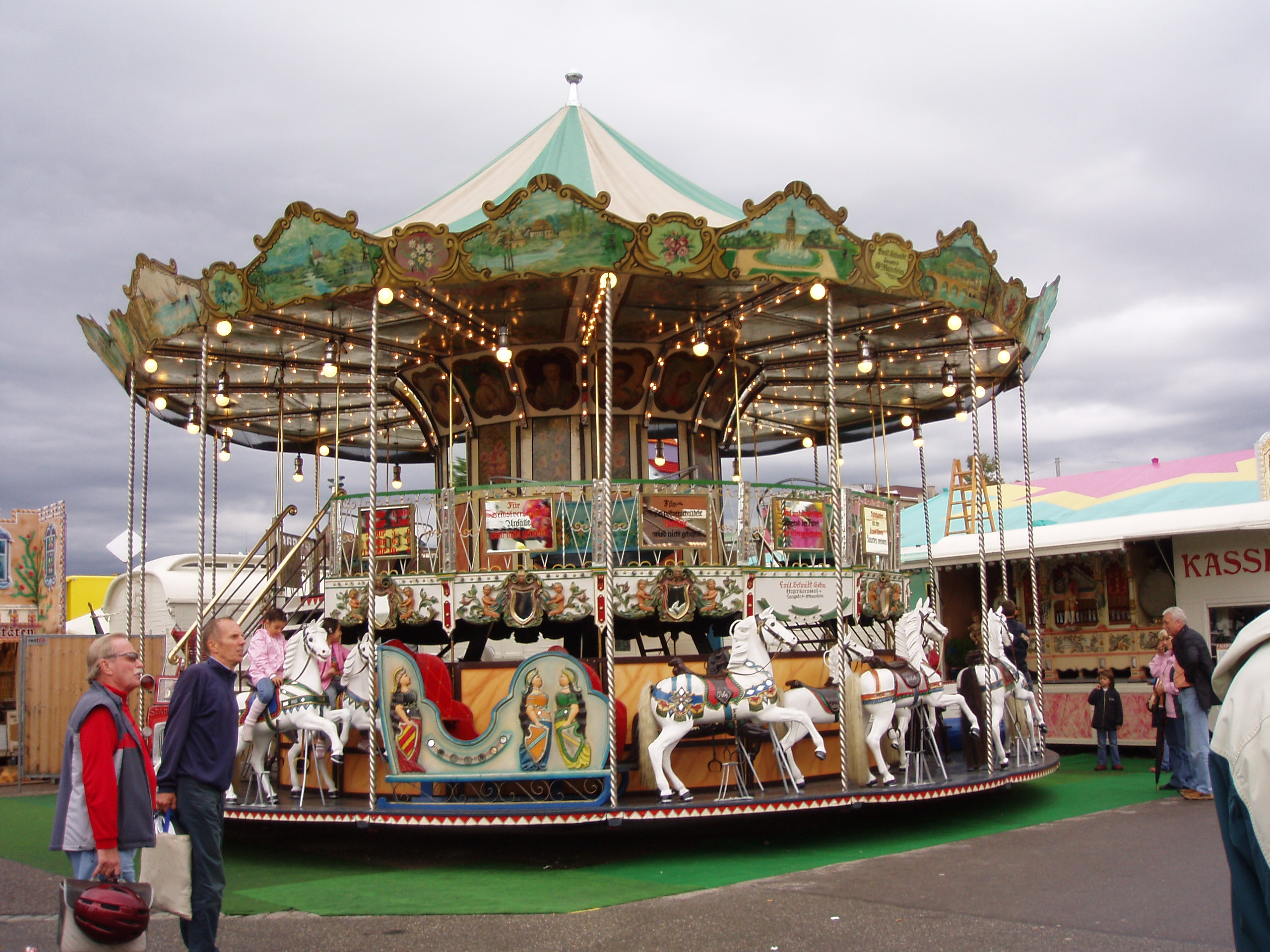
Etagenkarussell

Zusammen mit dem Volksfest findet der Krämermarkt auf dem Cannstatter Wasen statt. Angeboten werden dort Hosenträger, Ledergürtel, Pfannen, Textilien, Gewürze und andere Kleinartikel. Jahrelang gehörte das Französische Dorf zum Cannstatter Volksfest, auf dem die Besucher bei landestypischer Musik französische Speisen und Getränke konsumieren konnten. 2004 war es mit 33 Ständen vertreten. 2007 wurde das Französische Dorf von dem Almhüttendorf abgelöst. Das bietet Themengastronomie ähnlich dem Französischen Dorf jedoch mit Ständen im Almhüttenstil.

### Volksfestumzug
Traditionell findet ein Festumzug zum Wasen statt – jeweils am ersten Sonntag des Festes. Ein wohl bis heute nicht überbotener Festumzugs-Rekord wurde 1954 aufgestellt, als über 300.000 Zuschauer zwischen Schlossplatz und Wasen die Straßen säumten. Nutztiere wie das Schwäbisch-Hällische Landschwein reihen sich in den Festzug ein. Für die Mitwirkenden gelten strenge Regeln: Historische Fußbekleidung, Kopfbedeckung. Bei Frauen keine langen, offenen Haare. Kein übermäßiges Makeup, lackierte Fingernägel, Sonnenbrillen, sichtbare Piercings und Tattoos. Musikkapellen und Spielmanns- und Fanfarenzüge können sich nur bewerben, wenn sie eine historische Tracht oder Uniform tragen. Bei Trachtenkapellen ist Voraussetzung, dass Männer in Männertracht und Frauen in Frauentracht gekleidet sind.

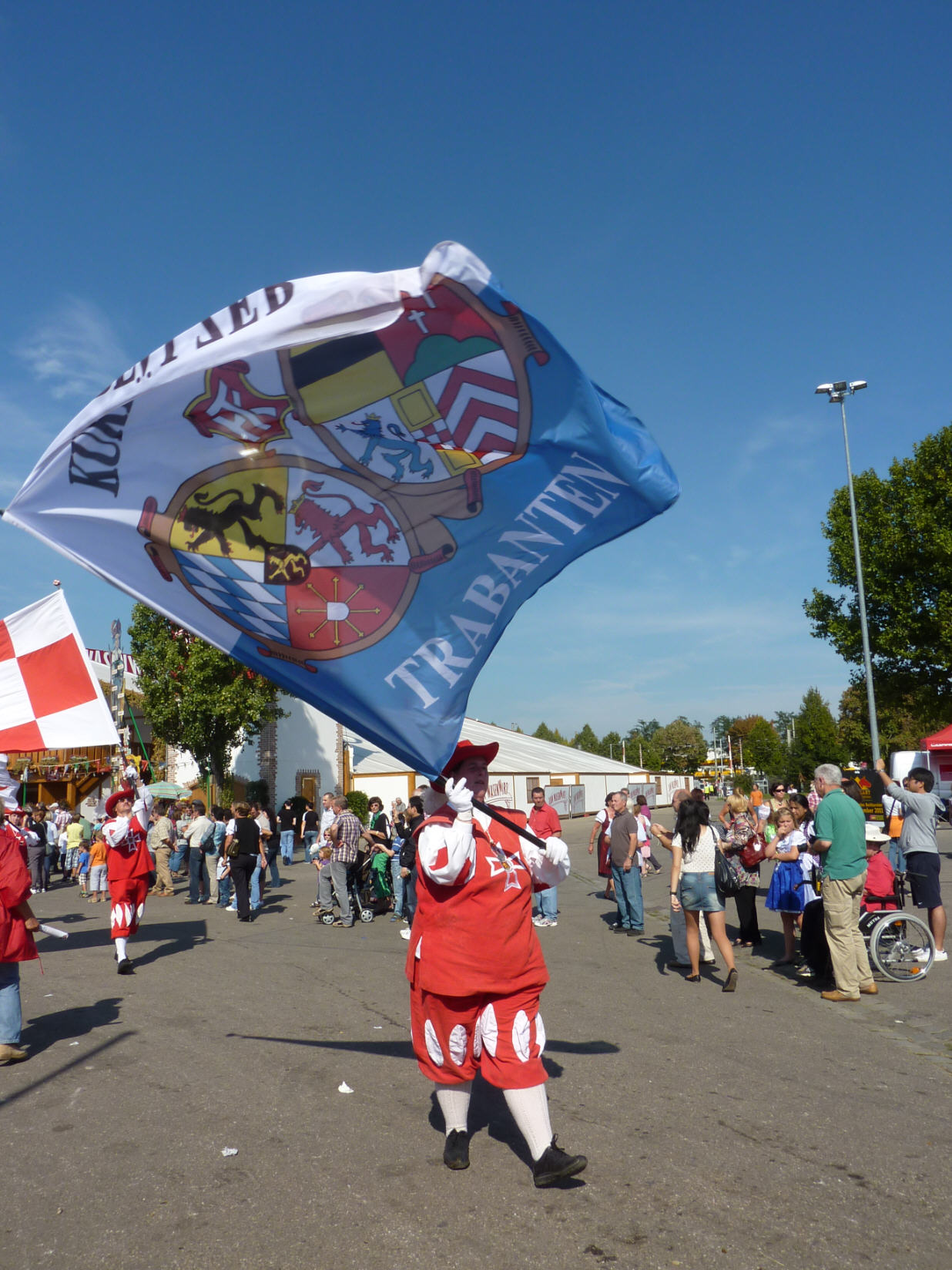
Fahnenschwenker
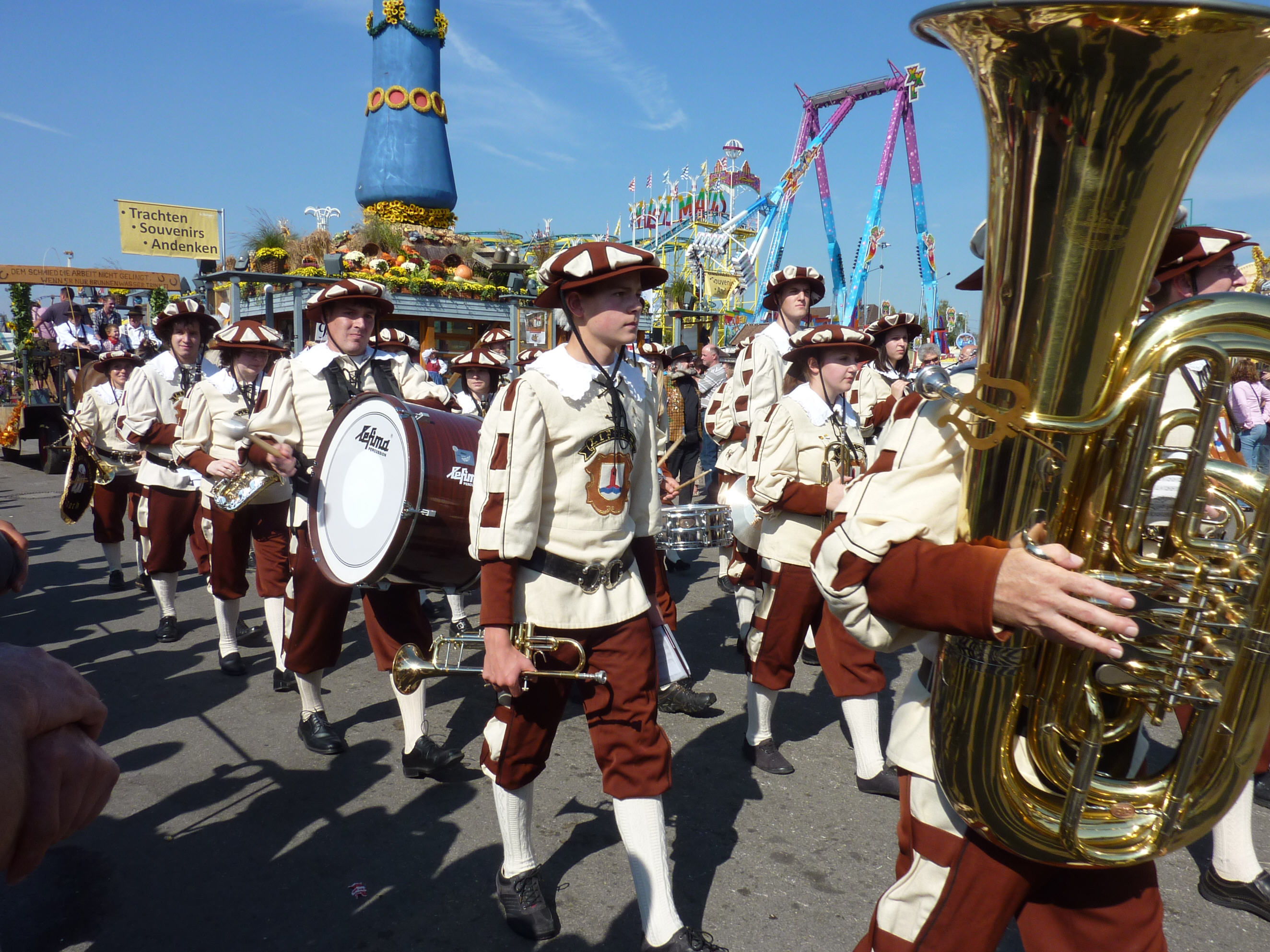
Fanfarenzug
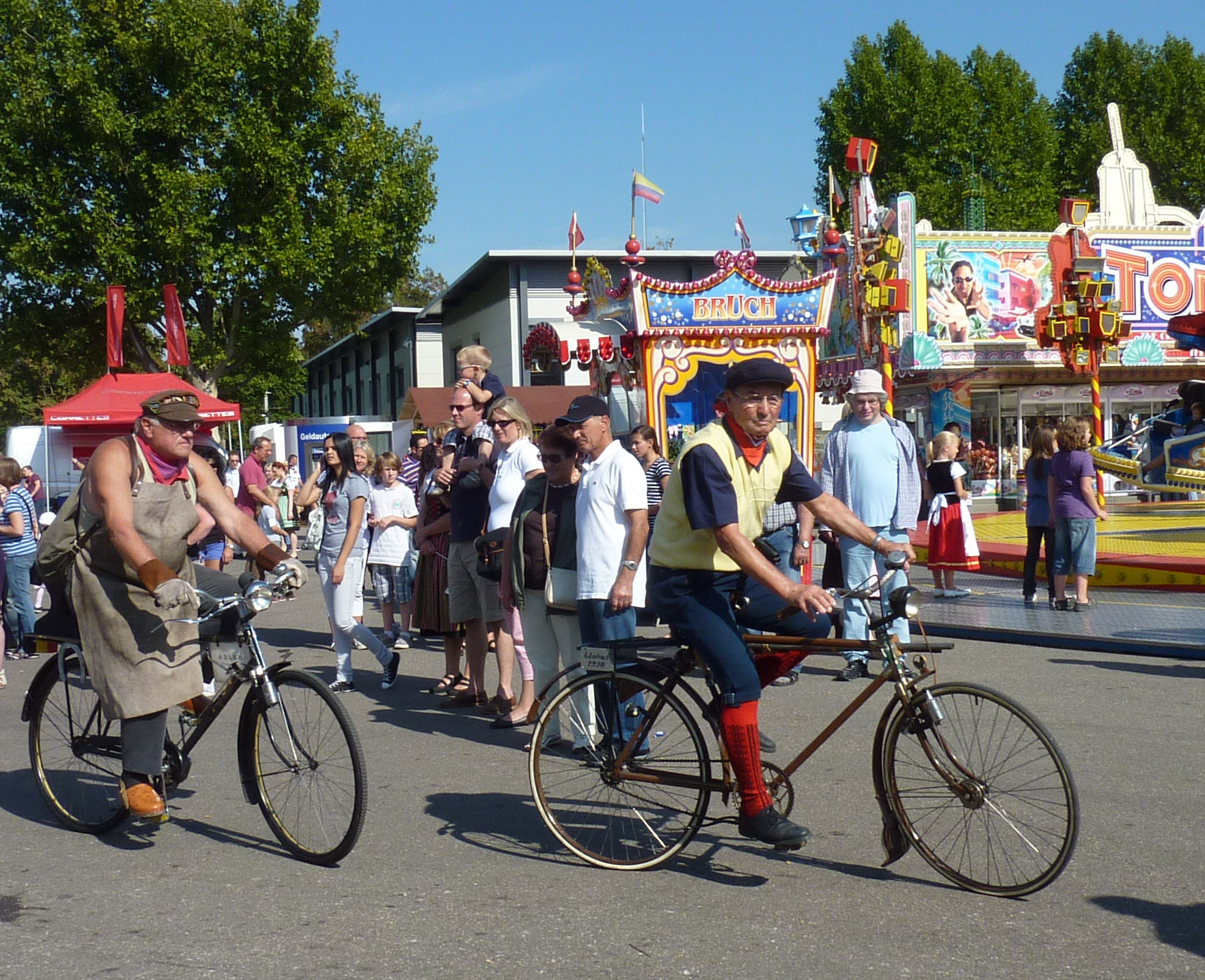
Historische Fahrräder
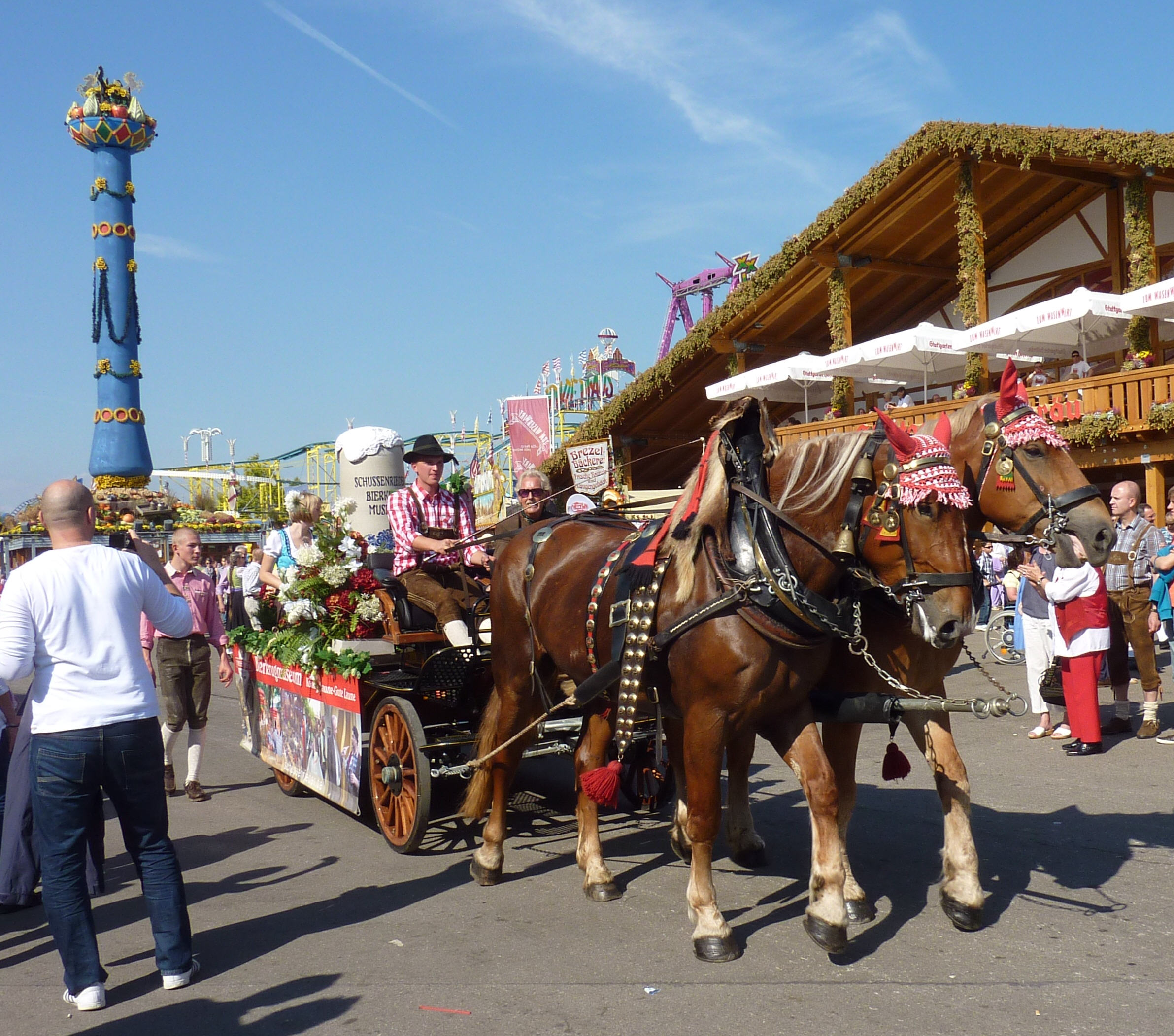
Festwagen des Schussenrieder Bierkrugmuseums vor der Fruchtsäule

### Krämermarkt

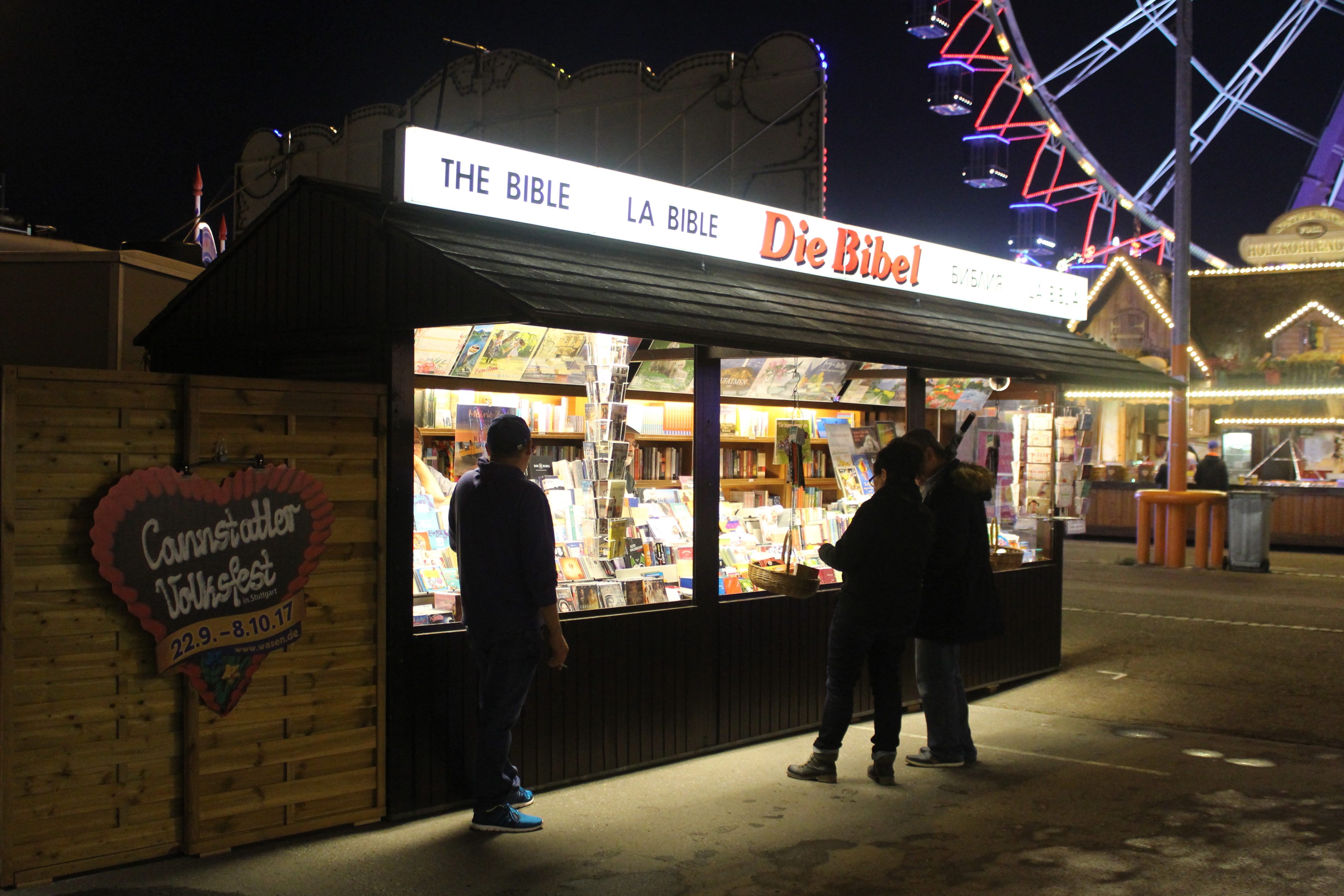
Bibelverkaufsstand auf dem Krämermarkt des Cannstatter Volksfestes 2017

Zum Cannstatter Volksfest gehört wie zu vielen anderen Volksfesten auch ein Krämermarkt. Er befindet sich am nordwestlichen Ende des Festplatzes. Eine Besonderheit des Krämermarktes des Cannstatter Volksfestes ist ein Bibelverkaufsstand.

### Thementage und Sondertarife
Um Familien mit Kindern anzulocken, werden seit mehreren Jahren zu bestimmten Terminen in manchen Zelten bzw. Fahrgeschäften spezielle Kinder- oder Familientarife angeboten. Mehrere Festzelte bieten tagsüber spezielle Ermäßigungen, so Mittagsangebote oder Rentnertarife an (das „Rentnerviertele“). Seit 2002 gibt es Schwulen-Abende, wie auf dem Münchner Oktoberfest. Seit 2002 veranstaltet das Festzelt „Wasenwirt“ eine „Gaydelight-Party“, seit 2005 findet im Festzelt „Göckelesmaier“ die „Gay-Chicken-Night“ statt.
Der Anfang Oktober gelegene Tag der Deutschen Einheit bietet den Betreibern seit 1990 einen zusätzlichen arbeitsfreien Tag während des Volksfestes. Anlässlich des Nationalfeiertags wurde die alte Tradition des Volksfest-Feuerwerks wiederbelebt. Zum Volksfestende findet am letzten Sonntag um 21.45 Uhr das 20-minütige Musikfeuerwerk statt.

## Historisches Volksfest

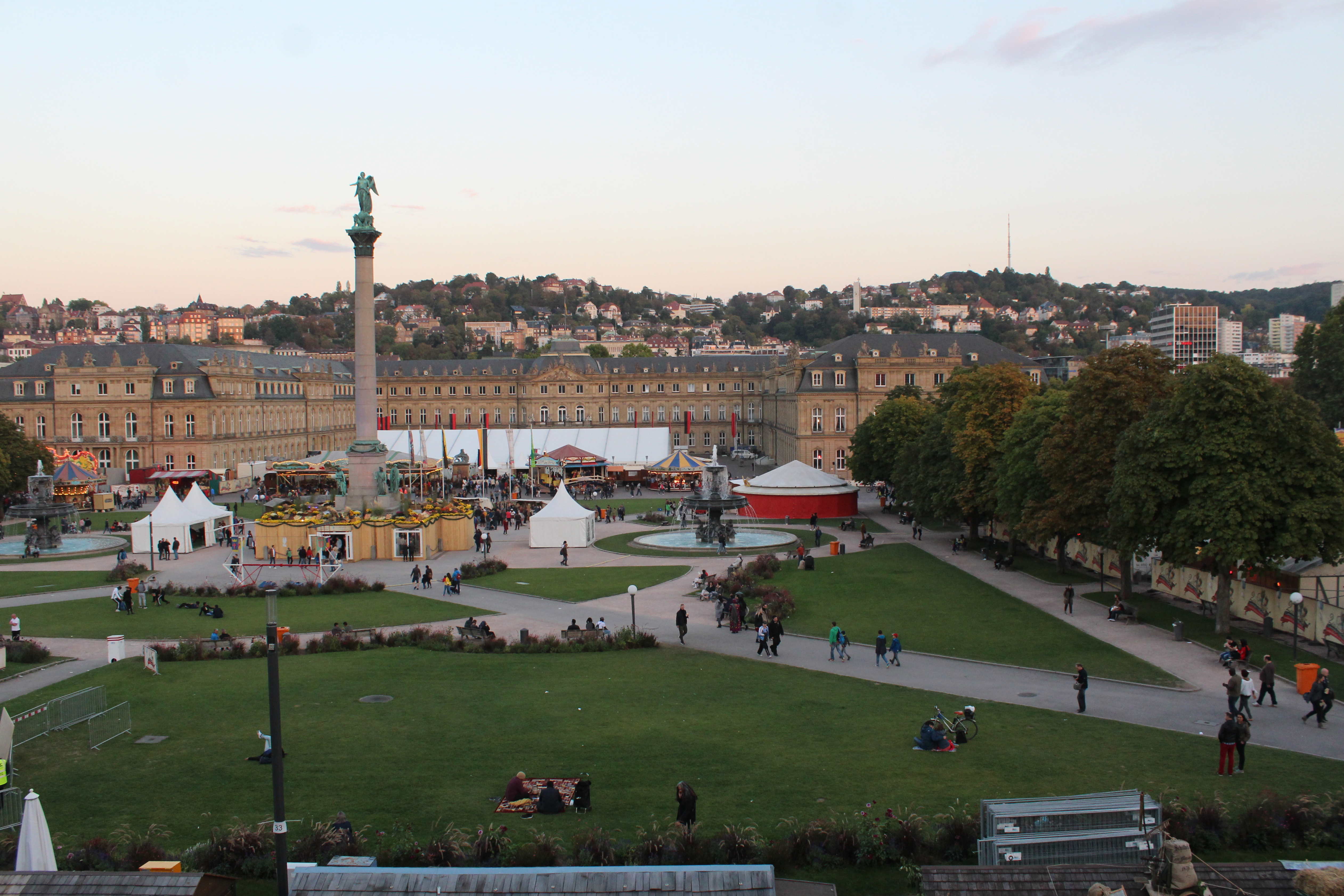
Der Schloßplatz während des Historischen Volksfests 2018

2018 fand anlässlich des 200. Jubiläums des Cannstatter Volksfestes parallel dazu auf dem Stuttgarter Schlossplatz erstmals das Historische Volksfest statt. Es bot ein Riesenrad Baujahr 1902, eine Illusionsshow, einen Flohzirkus, ein Festzelt, einige historische Fahrgeschäfte und Orgeln als Attraktionen. Außerdem fanden artistische Vorführungen statt. Eine Besonderheit waren mehrere Informationsstände zur Geschichte des Cannstatter Volksfestes.
Zukünftig soll es parallel zum Landwirtschaftlichen Hauptfest in einem festen Turnus stattfinden. Im Jahr 2022 wurde es demgemäß zum zweiten Mal veranstaltet.